# Маколи, Кэтрин Элизабет
Кэтрин Элизабет Маколи (англ. Catherine Elizabeth McAuley; 29 сентября 1778, Дублин, Ирландия — 11 ноября 1841, Дублин, Ирландия) — слуга Божья, католическая монахиня, основательница католической монашеской конгрегации «Сёстры милосердия».

## Жизнеописание
Отец Кэтрин — Джеймс Маколи был состоятельным человеком. В семье было три ребёнка: Кэтрин Элизабет и два младших брата. Каждые выходные глава семейства приводил в дом детей из необеспеченных семей, где обучал католической вере. Когда девочке было пять лет умер отец, а мать (Элинор Конуэй) начала вести разгульный образ жизнь, тратя семейный капитал. В 1798 году Кэтрин теряет и мать. Девушка переезжает на новое место жительства к своему дяде-опекуну Оуэну Конуэю, в то время как младшие братья усыновляются протестантской парой. Вскоре Конуэй разоряется и племянницу удочеряют дальние родственники — Уильям и Кэтрин Каллаган, которые нажили имущество благодаря торговле с Индией. В 1822 году женщина наследует состояние и решает использовать его для помощи малообеспеченным, в особенности бедным девушкам, матерям-одиночкам и брошенным на произвол судьбы пожилым людям. На эти средства Кэтрин строит дом милосердия, куда могут приходить все бездомные, нуждающиеся в заботе, а также образовании. Дом был достроен 24 сентября 1827 года. В данную общину не входили верующие женщины, все они были светскими дамами, что периодически вызывало недовольство церкви. Духовный наставник женщины убеждал её придать новой конгрегации христианскую направленность, что и было сделано Екатериной и ещё двумя активистками. Сёстры милосердия считают датой основания общины 12 декабря 1831 года.
Членом монашеской конгрегации Кэтрин была лишь десять лет, однако за это время она успела организовать двенадцать новых монашеских общин в Ирландии и две в Англии. В общей сложности при жизни основательницы в конгрегацию входило сто пятьдесят членов. По состоянию на 2003 год общее количество членов конгрегации «Сёстры милосердия» составляло около 10 000 человек.
Мать Кэтрин Элизабет Маколи умирает в своём доме 11 ноября 1841 года. Вскоре после кончины настоятельницы группы сестёр стали разъезжаться из Ирландии, дабы учредить новые общины на восточных и западных побережьях Соединённых Штатов, в Ньюфаундленде, Австралии, Новой Зеландии и Аргентине. Международный центр милосердия в Дублине является материнским учреждением Сестёр Милосердия во всём мире.

## Беатификация
В 1978 году папа римский Павел VI признал сестру Кэтрин Элизабет слугой Божьей. В 1990 году в ходе рассмотрения прижизненных заслуг монахини папа Иоанн Павел II объявил её преподобной. На данный момент женщина рассматривается как кандидат на получение более высокого лика святости.